# 967e Vestingsbrigade
De 967e Vestingsbrigade (Duits: Festungs-Brigade 967) was een Duitse brigadestaf van de Wehrmacht tijdens de Tweede Wereldoorlog.

## Oprichting en krijgsgeschiedenis
De brigade werd opgericht op 4 juli 1944 op Kos in Griekenland door omdopen van de daar al aanwezige staf Festungs-Infanterie-Regiment 967. De staf had het bevel over de Festungs-Infanterie-Bataillone  X. en XI./999.
De brigade bleef op Kos tot de Duitse terugtrekking uit Griekenland. De brigade werd geëvacueerd per schip/vliegtuig naar Athene op het vasteland. Daarna werd de brigade snel naar Macedonië getransporteerd en bevond zich medio oktober al in Veles. In november volgden verdedigende gevechten in Macedonië. Daarna werd de brigade naar het front noordelijker verplaatst, ten westen van Vukovar. In maart en april 1945 bevond de brigade zich in het achterland, rond Derventa.

## Bovenliggende bevelslagen
| Legerkorps            | Leger          | Legergroep     | Plaats/regio       | Begin          | Eind          |
| --------------------- | -------------- | -------------- | ------------------ | -------------- | ------------- |
| direct onder bevel    | Heeresgruppe E | Heeresgruppe F | Kos                | 4 juli 1944    | augustus 1944 |
| Kdt "Ost-Ägäis"       | Heeresgruppe E | Heeresgruppe F | Kos                | september 1944 | oktober 1944  |
| 22e Bergkorps         | Heeresgruppe E | Heeresgruppe F | Athene - Macedonië | oktober 1944   | november 1944 |
| 91e Legerkorps z.b.V. | Heeresgruppe E | Heeresgruppe F | Joegoslavië        | november 1944  | december 1944 |
| 21e Bergkorps         | Heeresgruppe E | Heeresgruppe F | Joegoslavië        | december 1944  | januari 1945  |
| 34e Legerkorps z.b.V. | Heeresgruppe E | OB Südost      | Joegoslavië        | januari 1945   |               |
| 91e Legerkorps z.b.V. | Heeresgruppe F | OB Südost      | Kroatië - Bosnië   | februari 1945  | 25 maart 1945 |
| 91e Legerkorps z.b.V. | Heeresgruppe E | OB Südost      | Bosnië             | 25 maart 1945  | april 1945    |

## Commandanten
| Rang           | Naam       | Begin | Eind |
| -------------- | ---------- | ----- | ---- |
| Oberstleutnant | Ludwig Ruf | ??    |      |

Vestingsbrigade Almers · Vestingsbrigade Belfort · Vestingsbrigade Korfoe · Vestingsbrigade Kreta · 1e Vestingsbrigade Kreta · 2e Vestingsbrigade Kreta · Vestingsbrigade Lofoten · Vestingsbrigade Sebastopol · 135e Vestingsbrigade · 939e Vestingsbrigade · 963e Vestingsbrigade · 964e Vestingsbrigade · 966e Vestingsbrigade · 967e Vestingsbrigade · 968e Vestingsbrigade · 969e Vestingsbrigade · 1017e Vestingsbrigade